# Гипогалактия
Гипогалактия — снижение функций молочных желез, которое может проявляться в нарушении процессов лактопоэза, лактогенеза или молокоотдачи, а также в сокращении лактации по времени (менее 5 месяцев).
Недостаточная лактация может обнаружиться в течение первых 10 дней послеродового периода (ранняя форма) и позже этого периода (поздняя форма). Первичная гипогалактия, то есть такая, когда у матери уже с первых дней лактации выявляется резкий недостаток молока, встречается редко — от 2,8 до 8 % (Е. М. Фатеева, Ж. В. Цареградская). Гораздо чаще встречается вторичная гипогалактия, при которой у матери вначале бывает достаточное количество молока, но в дальнейшем лактация начинает снижаться или остаётся на таком уровне, который не удовлетворяет потребности растущего ребёнка. Полное отсутствие молока называется агалактия.

## Первичная гипогалактия
Причинами первичной гипогалактии являются нейрогормональные нарушения, определяющие несостоятельность лактопоэза. Дисгормональные состояния влекут за собой нарушение роста и развития молочных желез, изменение их секреторной и моторной функции. В этом отношении следует отметить функциональную неполноценность молочных желез при инфантилизме, заболеваниях внутренних органов. При наличии признаков общего недоразвития гипогалактия встречается у 20 % кормящих матерей. Нередко первичная гиполактация возникает после тяжёлых поздних токсикозов, кровотечений в послеродовом периоде, травматичных акушерских операций, послеродовых инфекций.

## Вторичная гипогалактия
Среди причин, способствовавших развитию вторичной гипогалактии, ряд авторов выделяют следующие: маститы и трещины сосков, заболевания матери (грипп, ангина, туберкулёз, эпилепсия).
Нарушения в режиме кормления ребёнка, нерегулярное прикладывание к груди, длительные перерывы между кормлениями создают условия неправильной функции молокообразования, снижают сосательную активность ребёнка. Вялое сосание (утомление, недоношенность) ведёт к недостаточному раздражению молочной железы и угнетению лактации.
В развитии гипогалактии существенную роль придают заглатыванию воздуха (аэрофагии) во время сосания. Заглатывание воздуха наблюдается у всех новорождённых. В тех случаях, когда объём заглатываемого воздуха не превышает 10 % объёма желудка, наполненного молоком, аэрофагия является физиологической. Заглатывание большого количества воздуха — явление патологическое. При резко выраженной аэрофагии ребёнок не высасывает положенного количества молока, так как желудок у новорождённого растягивается за счёт воздуха и создаётся ощущение сытости.
Кроме того, многие лекарственные вещества угнетают секрецию молока: гестагены и андрогены, камфора, спорынья и её алкалоиды, мочегонные средства, эфирный наркоз, прогестины до беременности, парлодел и др.

## Профилактика гипогалактии

### Ранняя профилактика
Рациональная профилактика должна начинаться ещё в период детства будущей матери. Полноценное питание, предупреждение тяжёлых и хронических заболеваний, занятия гимнастикой и спортом во все периоды детства и юности предупреждают недоразвитие молочных желез и всей репродуктивной сферы в целом.

### Профилактика во время беременности
Заблаговременное лечение женщин, планирующих рождение ребёнка, и благополучное течение беременности. Правильное питание беременной и кормящей женщины. Гигиена беременной и кормящей женщины. Женщинам рекомендуется носить хлопчатобумажное белье, бюстгальтер должен быть свободным.
Будущая мать должна знать важность грудного вскармливания и грудного молока, про опасность искусственного вскармливания как для ребёнка, так и для неё самой. Будущей матери важно получить практические рекомендации о том, как наладить грудное вскармливание.

### Профилактика во время родов и кормления грудью
Немаловажно, чтобы были физиологические роды в благоприятном возрасте (между 21 и 35 годами). Применение в родах анестезии и стимуляции является одной из причин возникновения гипогалактии. Самая важная мера профилактики — раннее прикладывание новорождённого к груди матери, отсутствие предлактационного кормления, а также допаивания и докармливания ребёнка. Частое прикладывание новорождённого к груди стимулирует лактацию, так же, как и психологический комфорт матери. Часто в ситуации, когда у женщины недостаточно молока, врач или консультант по лактации может порекомендовать использовать систему докорма ребёнка у груди. Система докорма помогает стимулировать грудь в то время, когда ребёнок получает грудное молоко матери, донорское грудное молоко или смесь из бутылки. Такая система может помочь кормить грудью женщинам с серьёзными гормональными проблемами или помочь нерожавшей женщине кормить своего приёмного ребёнка.